# Franz Kreidemann
Franz Kreidemann (* 29. Mai 1871 in Brandenburg an der Havel; † 12. August 1953 in Hamburg) war ein deutscher Schauspieler und Schriftsteller.

## Leben
Franz Kreidemann wurde als Sohn von Gustav Kreidemann geboren, der neben seiner langjährigen Tätigkeit als Bürochef des Mainzer Stadttheaters den Einakter Reisebekanntschaften und die Weihnachtskomödie Das Märchenreich und seine Wunder geschrieben hatte. Kreidemann junior arbeitete für kurze Zeit als Kaufmann, dann war er zunächst als Statist am Stadttheater Mainz, bevor er 1890 in Krefeld sein Bühnendebüt als Schauspieler gab. Es folgten Engagements in Basel, Braunschweig, Darmstadt, Hannover, Hildesheim, Mainz, Rostock und Wien sowie an verschiedenen Hamburger Bühnen, so am Deutschen Schauspielhaus, am Thalia Theater, an den Kammerspielen und am Altonaer Stadttheater, wo er auch Regie führte.
Während seiner Hamburger Zeit gab Kreidemann auch Schauspielunterricht. Zu seinen Schülern gehörten neben anderen Carl Voscherau, Maly Delschaft und die Volksschauspielerin Trude Possehl. Darüber hinaus wirkte er zwischen 1946 und 1951 als Hörspielsprecher in Produktionen des damaligen NWDR mit und lieh als Synchronsprecher seinem Kollegen James Harcourt in dem 1949 entstandenen Film Der Wahnsinn des Dr. Clive seine Stimme.  
Daneben war Franz Kreidemann auch schriftstellerisch tätig. Neben drei Kriminalromanen und zwei Bänden mit phantastischen Erzählungen schrieb er mehrere Essays über den Beruf des Schauspielers. Mit Ausnahme der Erzählung Der Fluch, die 2001 neu aufgelegt wurde, sind seine Werke heute in Vergessenheit geraten.
Franz Kreidemann starb nach schwerer Krankheit 82-jährig in Hamburg und wurde auf dem dortigen Friedhof Ohlsdorf beigesetzt. Die Grabstelle ist mittlerweile aufgelassen worden.

## Theater (Auswahl)
- 1906–1917: Deutsches Schauspielhaus: Michel Hellriegel (Und Pippa tanzt), Cassius (Julius Caesar), Mephisto, Koenig (Hamlet), Riccault, Flachsmann, Spiegelberg, später Franz Moor, Gessler, Attingshausen (Tell), Tesman (Hedda Gabler), Richard III, Muley Hassan (Fiesko), Ulrich Brendel (Rosmersholm), Autolycus (Wintermarchen), dann Wien (Deutsches Volkstheater)
- 1917–1922: Hamburg Thalia Theater: Hjalmar Ekdal (Wildente), Luther (Strindberg), Iago, Koenig (Hamlet), Michael Kramer, Baumeister Solness, Macduff (Macbeth), dann Wien (Gastspiele)
- 1923–1924: Hamburger Kammerspiele: Hicketier (Buerger Schippel), Aegon (Komödie der Irrungen), Oberst (Gespenstersonate), Guelfo (Klinger, Die Zwillinge), Pandolf (Zoff, Das Kaffeehaus), dann Graz (Schauspieler und Regisseur)
- 1926–1932: Altonaer Stadttheater (auch Regie): alter Ekdal (Wildente), Flachsmann, Riccaut, Wurzelsepp (Der Pfarrer von Kirchfeld, Anzengruber), Dr Goll (Lulu), Macchiavell (Egmont),
- 1932–1945: Deutsches (Staatliches) Schauspielhaus: Berlichingen (Florian Geyer), Melvil (Maria Stuart), Daniel (Rauber), Etzel (Kriemhilds Rache), Kaiser (Gotz von Berlichingen), Angelo (Emila Galotti), Krumme (Peer Gynt), Milius (College Crampton), Sigismund (Demetrius)
- 1945–1950: Deutsches Schauspielhaus: Welzel (Weber), Daniel (Rauber), alter Bauer (Faust), Itel Reding (Tell), Bischof von Bamberg (Gotz), Priester (Oedipus)

## Werke (Auswahl)
- 1905: Unter der Maske, phantastische Erzählungen, Verlag Schlapp[4]
- 1921: Der Fluch, Erzählung, Achilla Presse, Butjadingen 2001, ISBN 9783928398787
- 1921: Pans Marionettenspiel, Liebesgeschichten, Verlag Hammerich & Lesser[5]
- 1929: Das verlorene Ich, Verlag G. Hackebeil, Berlin
- nach 1930: Ria reist ins Leben. Der heitere Roman eines jungen Mädchens von heute, Schlesische Verlagsanstalt, Berlin[6]

## Hörspiele
- 1946: Moral – Regie: Otto Kurth
- 1946: Der fröhliche Weinberg – Regie: Kurt Reiss
- 1946: Das unterschlug Homer – Regie: Hans Kettler
- 1947: Die herrlichen Zeiten – Regie: Gustav Burmester
- 1951: Geronimo und die Räuber – Regie: Fritz Schröder-Jahn
- 1951: Die Tür des Sire de Maletroit – Regie: Hans Rosenhauer